# Nagyvázsony
Nagyvázsony est un village et une commune du comitat de Veszprém en Hongrie.

## Histoire

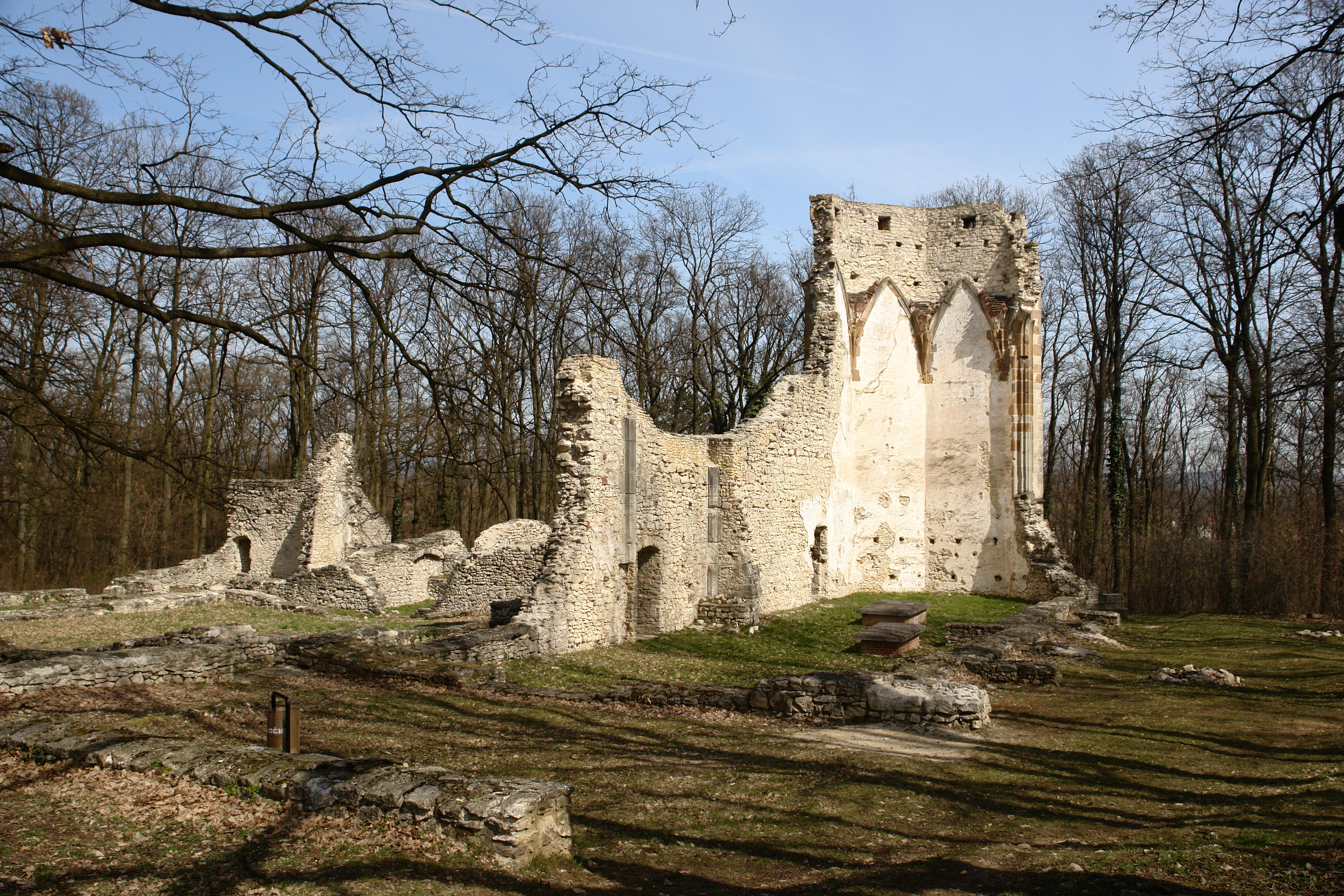
Ruines du monastère paulinien (XVe siècle)